# August Borsig
Johann Friedrich August Borsig (23 de junio de 1804-6 de julio de 1854) era un hombre de negocios alemán que fundó la fábrica Borsig-Werke.
Borsig nació en Breslau (Wrocław), hijo del coracero y jefe de carpinteros Johann George Borsig. Después de aprender del negocio de su padre, lo primero en atender fue la Königliche Provinzial-Kunst- und Bauschule (Escuela de Construcción y Arte Provincial), luego hasta el verano de 1825 el Königliche Gewerbe-Institut (Instituto Real de Comercio). El recibió su formación práctica en construcción de motor en el Neue Berliner Eisengießerei (Nueva Fundidora de Berlín) de F. A. Egells, donde uno de sus primeras trabajos fue el ensamblaje de un motor de vapor en Waldenburg, Silesia. Después de la conclusión exitosa de este trabajo, Borsig se convirtió en el jefe de fábrica por ocho años. En 1828, se casó con Louise Pahl; y tuvieron un hijo, Albert.

## August Borsig y su compañía
Desde sus inicios Borsig fue un defensor de los ferrocarriles. A pesar de la falta de experiencia con ferrocarriles en Alemania y los riesgos implicados en la fundación de una compañía de fabricación de maquinaria de ferrocarril, Borsig usó sus ahorros para comprar un lugar en Chausseestraße (en Feuerland) acerca de Oranienburger Tor, vecina de su antigua fábrica, y fundó su fábrica de máquinas, basada en locomotoras. La fecha de fundación fue declarada el 22 de julio de 1837, el día de la primera selección exitosa de la fundidora.

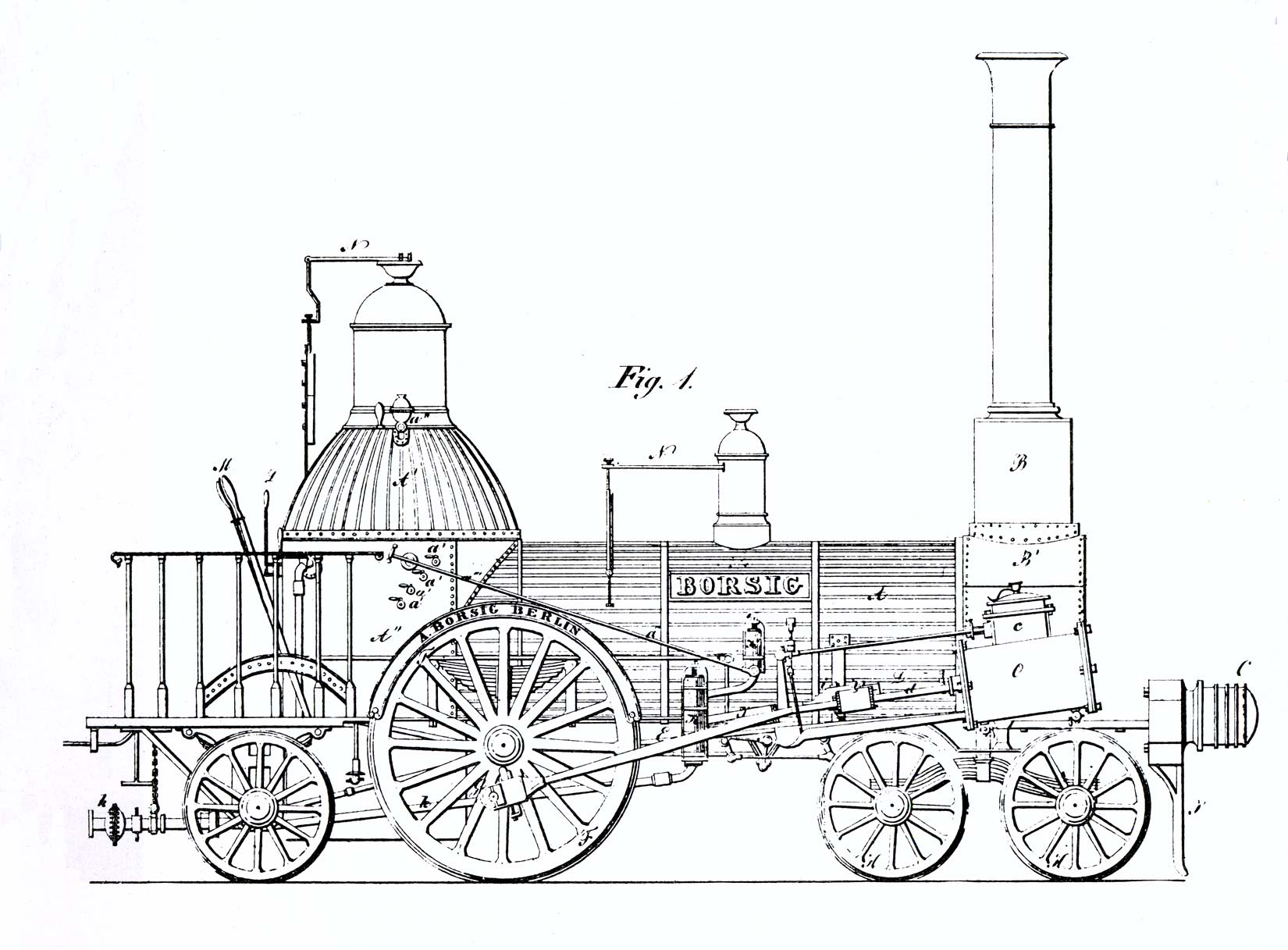
Dibujo técnico de la primera locomotora de vapor (1840)